# Chlorophytum comosum

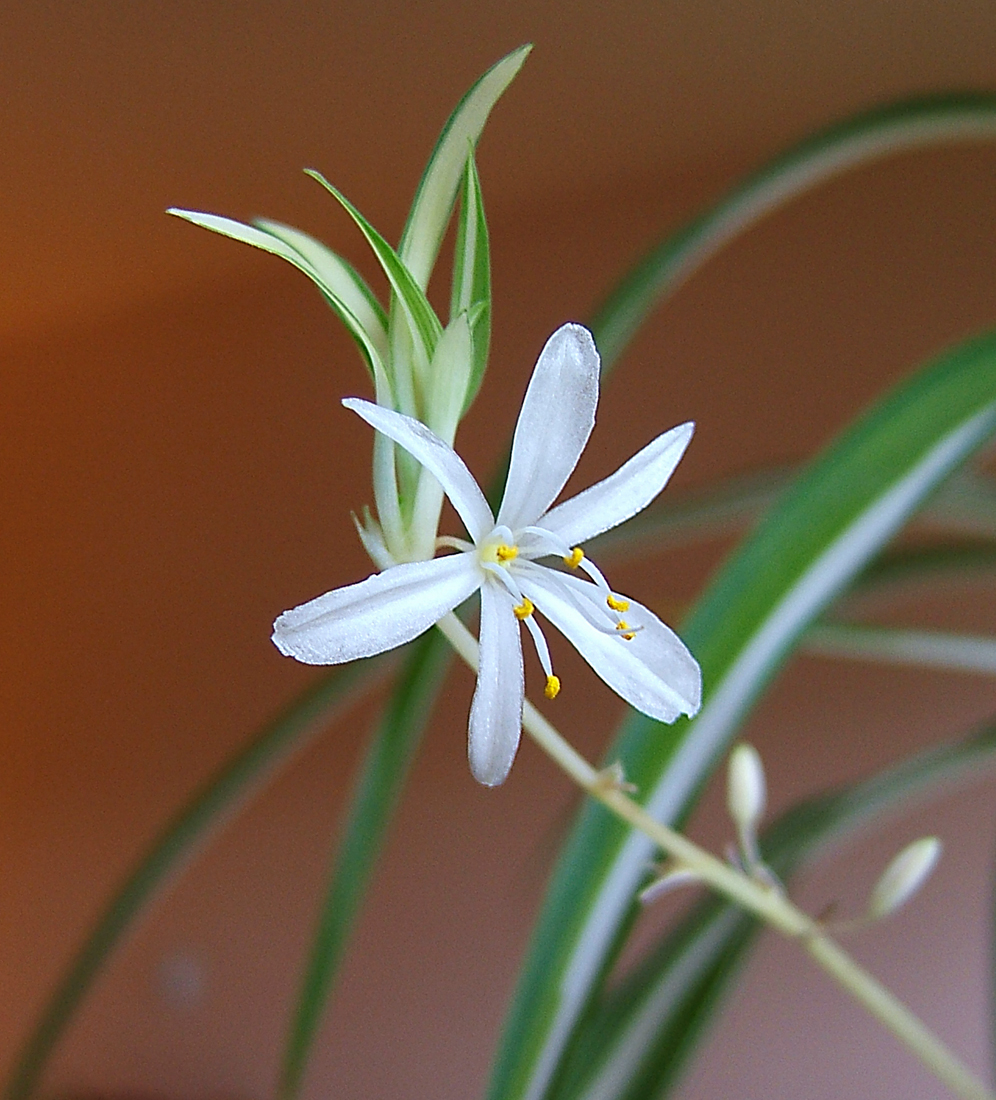
Flor de Chlorophytum comosum 'Vittatum'.

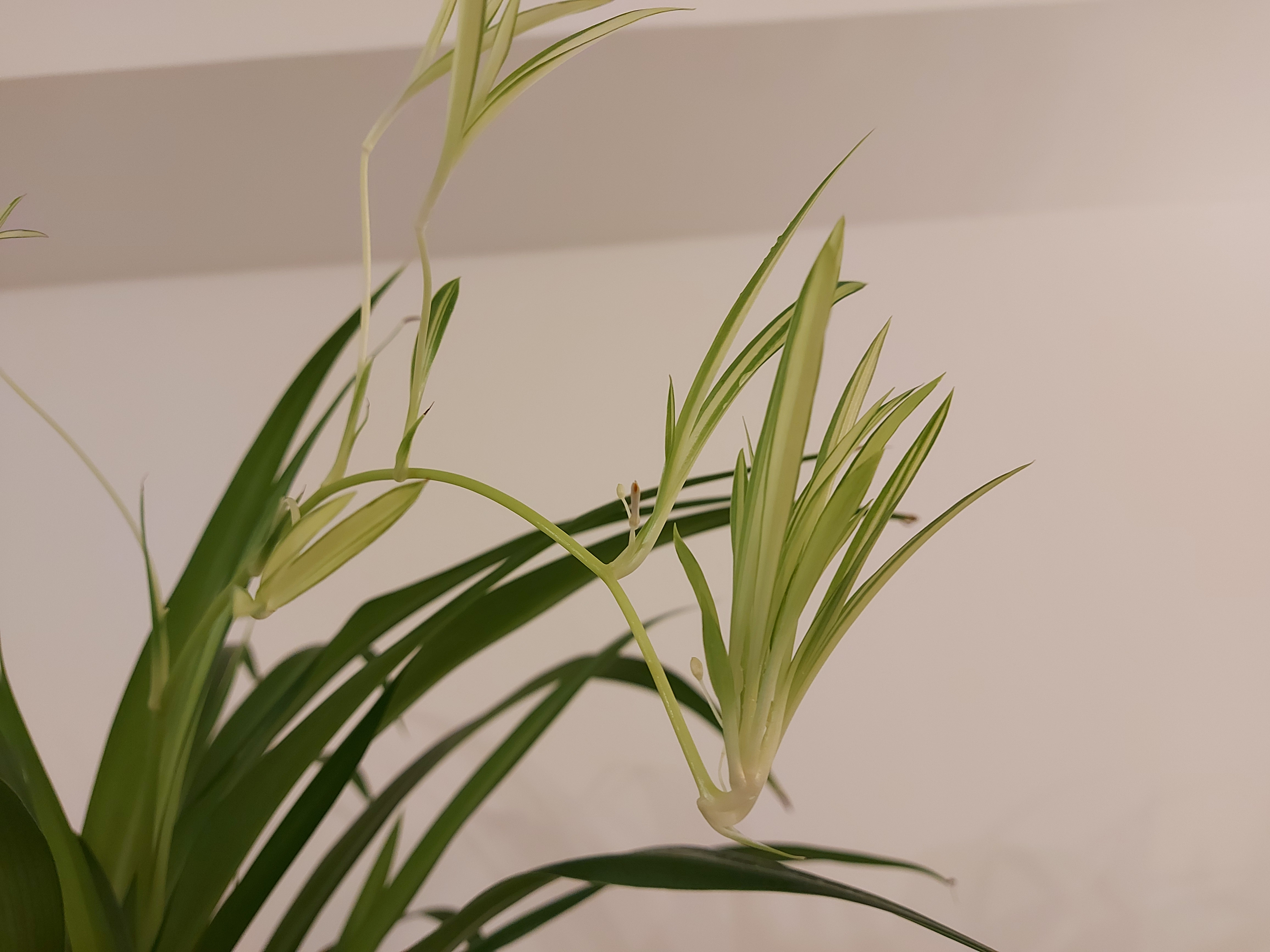
Formação de plântulas na extremidade do escapo floral.

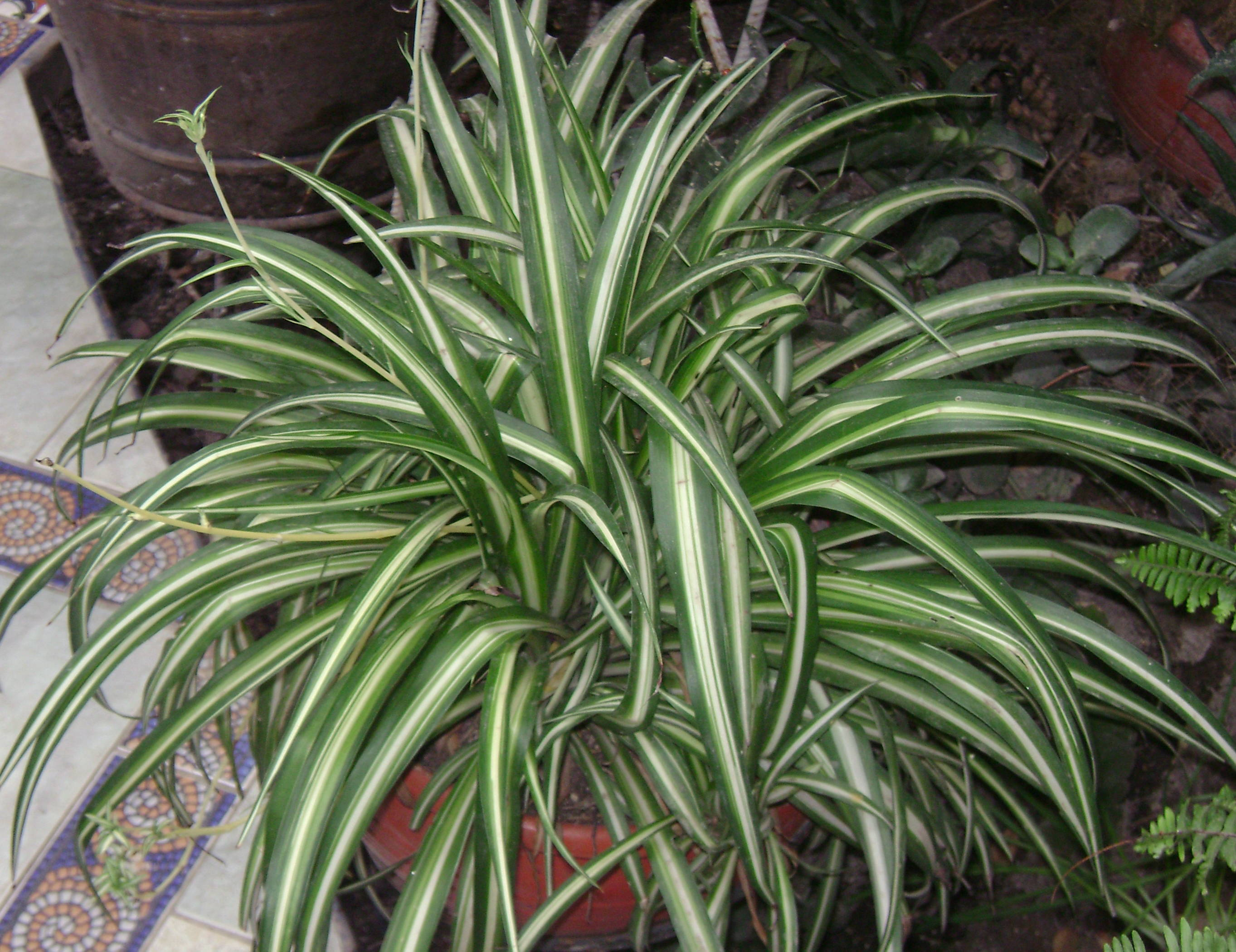
Hábito de Chlorophytum comosum 'Vittatum'.

Chlorophytum comosum é uma espécie de planta com flor da família Liliaceae, conhecida, entre outros, pelos nomes comuns de clorofito, gravatinha, paulistinha, planta-das-aranhas e planta-das-fitas. Nativa do sul da África, é usada em todo o mundo como planta ornamental de interior e nas regiões tropicais e subtropicais como planta de enchimento em jardins. A espécie encontra-se naturalizada em diversas regiões dos trópicos e sub-trópicos.

## Descrição
Chlorophytum comosum é uma herbácea perene com distribuição natural na África Tropical e no sul da África, mas encontra-se naturalizada em diversas regiões dos trópicos e sub-trópicos, incluindo a Austrália Ocidental. A espécie é muito facil de cultivar como planta de interior, sendo muito populares as formas variegadas.
Chlorophytum comosum cresce até aos 60 cm de altura, com raízes tuberosas carnudas, cada uma com 5–10 cm de comprimento. As folhas são inteiras, longas, ensiformes, com 20–45 cm de comprimento e 0,6-2,5 cm de largura.
As flores agrupam-se em longas inflorescências ramificadas, que podem atingir um comprimento de até 75 cm. Os escapos frequentemente inclinam-se em direcção ao solo à medida que as flores maturam. As flores ocorrem inicialmente em grupos de 1–6 em intervalos ao longo do escapo da inflorescência. Cada grupo está na base de uma bráctea, que varia de 2–8 cm de comprimento, tornando-se progressivamente mais curtas em direcção ao final da inflorescência. A maioria das flores inicialmente produzidas morrem antes da ântese, de modo que as inflorescências são relativamente esparsas.
As flores individuais são branco-esverdeadas, inseridas em pedicelos com 4–8 mm de comprimento. Cada flor tem seis tépalas, com nervação triplas e 6–9 mm de comprimento, levemente dobradas ou em forma de quilha de barco no ápice. Os estames consistem numa antera produtora de pólen com cerca de 3,5 mm de comprimento inserida num filamento de comprimento semelhante ou ligeiramente mais longo. O estilete central tem 3–8 mm de comprimento.
As sementes são produzidas em cápsulas, com 3–8 mm de comprimento, em pedicelos que se estendem até aos 12 mm de comprimento.
As inflorescências terminam em plântulas nos extremos dos seus ramos, que eventualmente se inclinam e tocam o solo, desenvolvendo raízes adventícias. Os escapos da inflorescência são chamados de estolhos ou estolões em algumas fontes, mas o termo é mais corretamente usado para caules que não dão flores e têm raízes nos nós.

## Taxonomia
Chlorophytum comosum foi descrita formalmente pelo naturalista sueco Carl Peter Thunberg sob o nome de Anthericum comosum no volume de 1794 da sua obra Prodromus Plantarum Capensium, um catálogo das plantas do sul da África. A espécie foi subsequentemente movida para diferentes géneros, incluindo Phalangium, Caesia, Hartwegia Nees e Hollia, antes de ser colocado no género Chlorophytum por Henri Antoine Jacques em 1862.
A espécie tem sido frequentemente confundida com Chlorophytum capense (L.) Voss por alguns autores, embora seja espécies confirmadamente diferentes.
Existem três variedades descritas da espécie:
- (1) o autónimo Chlorophytum comosum var. comosum, com folhas estreitas em forma de espada, encontrado ao longo das margens das florestas;
- (2) Chlorophytum comosum var. bipindense, com folhas mais largas, peciolado, com listras na parte inferior e as inflorescências com 2–3 vezes o comprimento das folhas;
- (3) Chlorophytum comosum var. sparsiflorum, também com folhas mais largas que se estreitam até à base e geralmente carecem de pecíolo, com listras na parte inferior da folha e inflorescências que têm até duas vezes o comprimento das folhas.

As duas últimos variedades são táxons que vivem na floresta tropical e que foram descritas anteriormente como espécies separadas, mas os botânicos Axel Dalberg Poulsen e Inger Nordal reduziram, em 2005, aqueles táxons a variedades de Chlorophytum comosum, estabelecendo a presente circunscrição taxonómica da espécie.
A delimitação das espécies dentro do género Chlorophytum é considerada difícil, possivelmente por causa de várias radiações evolutivas em ambientes florestais que levaram a aspectos morfológicos que são demasiado semelhantes para que as espécies se possam distinguir com segurança apenas com base na morfologia. A evidência que apoia essa hipótese é a ampla distribuição da maioria dos taxa do gênero e a fraca dispersão de sementes, levando à conclusão que existem divergências evolutivas mais profundas entre os taxa do que é aparente em termos morfológicos.
As três variedades descritas em Chlorophytum comosum poderiam ser um exemplo desta evolução convergente da forma da folha entre variedades de espécies de origem díspar que partilham o mesmo habitat na floresta tropical. Essa convergência levaria a que a espécie Chlorophytum comosum fosse polifilética, contrariando a visão tradicional de divergência morfológica entre variedades dentro da mesma espécie a partir de uma origem comum (monofilia).
A variedade C. comosum var. comosum, com distribuição alargada, tem folhas delgadas, quase lineares, que carecem do pecíolo que ocorre nas plantas encontradas em cultivo e que apenas são encontradas crescendo nas margens da floresta tropical. As duas outras variedades, C. comosum var. sparsiflorum e C. comosum var. bipindense, possuem pecíolos e folhas mais largas, necessárias para captar mais luz nos ambientes sombrios da floresta tropical guineo-congolesa. Um estudo publicado em 2005 usou 16 características morfológicos e não foi capaz de circunscrever os limites entre esses três táxons, razão pela qual foram relegados ao status varietal.
Um estudo de acompanhamento subsequente, publicado em 2008, forneceu evidências preliminares com base na análise filogenética de plastídeos e sequências de DNA nuclear que permitem estabelecer que amostras recolhidas em regiões diferentes e identificados como C. comosum são na realidade polifiléticas.

## Distribuição e cultivo
Chlorophytum comosum tem distribuição natural alargada na África, sendo uma espécie nativa de seis das dez regiões fitogeográfica em que aquele continente se encontra dividido no WGSRPD, estando presente na África Tropical Ocidental, África Tropical Centro-Ocidental, África Tropical Nordeste, África Tropical Oriental, África Tropical do Sul e África Austral.
Chlorophytum comosum é uma planta doméstica muito popular. As espécies com folhas totalmente verdes constituem apenas uma pequena porção das plantas vendidas, sendo mais comuns no comércio dois cultivares variegados:
- C. comosum 'Vittatum', com folhas verdes médias com uma larga faixa branca central, sendo frequentemente vendido em cestas para exibir as plântulas.[4] As hastes são longas e esbranquiçadas.
- C. comosum 'Variegatum', com folhas verdes mais escuras com margens brancas, sendo geralmente menor do que o cultivar anterior.[4] Os caules são longos e verdes.

Ambos os cultivares ganharam o prémio de mérito da Royal Horticultural Society (o Award of Garden Merit). (confirmado em 2017).
A propagação de Chlorophytum comosum é geralmente feita através do envasamento das plântulas que se formam nas extremidades das inflorescências, or 'pups', diretamente no solo para envasamento mnatendo a ligação à planta principal ou cortando os caules e depois envasando-os.
A espécie é fácil de cultivar, podendo prosperar numa ampla variedade de condições. Tolera temperaturas tão baixas como 2 °C, mas cresce melhor em temperaturas entre 18 °C e 35 °C. As plantas podem ser danificadas por altos níveis de fluoreto ou boro.
Um estudo realizado pela NASA, intitulado NASA Clean Air Study, determinou que esta planta era capaz de remover eficazmente do ar ambiente formaldeído e xileno, duas toxinas comuns em ambiente doméstico.
Aquele estudo demonstrou que estas plantas também reduziam a poluição do ar interior na forma de formaldeído, e que aproximadamente 70 plantas seriam capazes de neutralizar o formaldeído libertado pelos materiais que em média são encontrados numa casa padrão com elevada eficiência energética e com 167 m2 de área, assumindo que cada planta ocuparia um vaso de 3,8 litros.

## Galeria

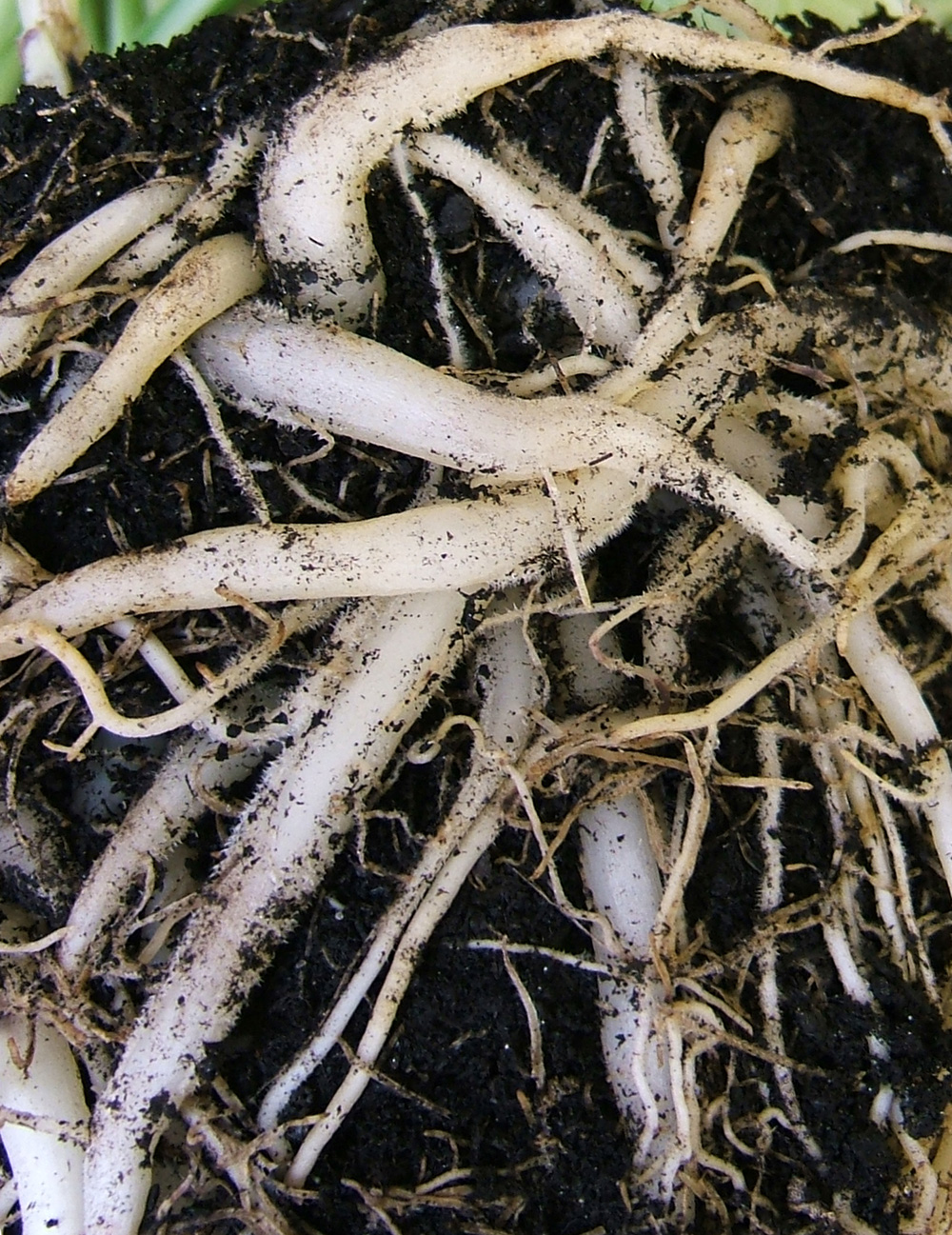
Raízes carnudas de Chlorophytum comosum.
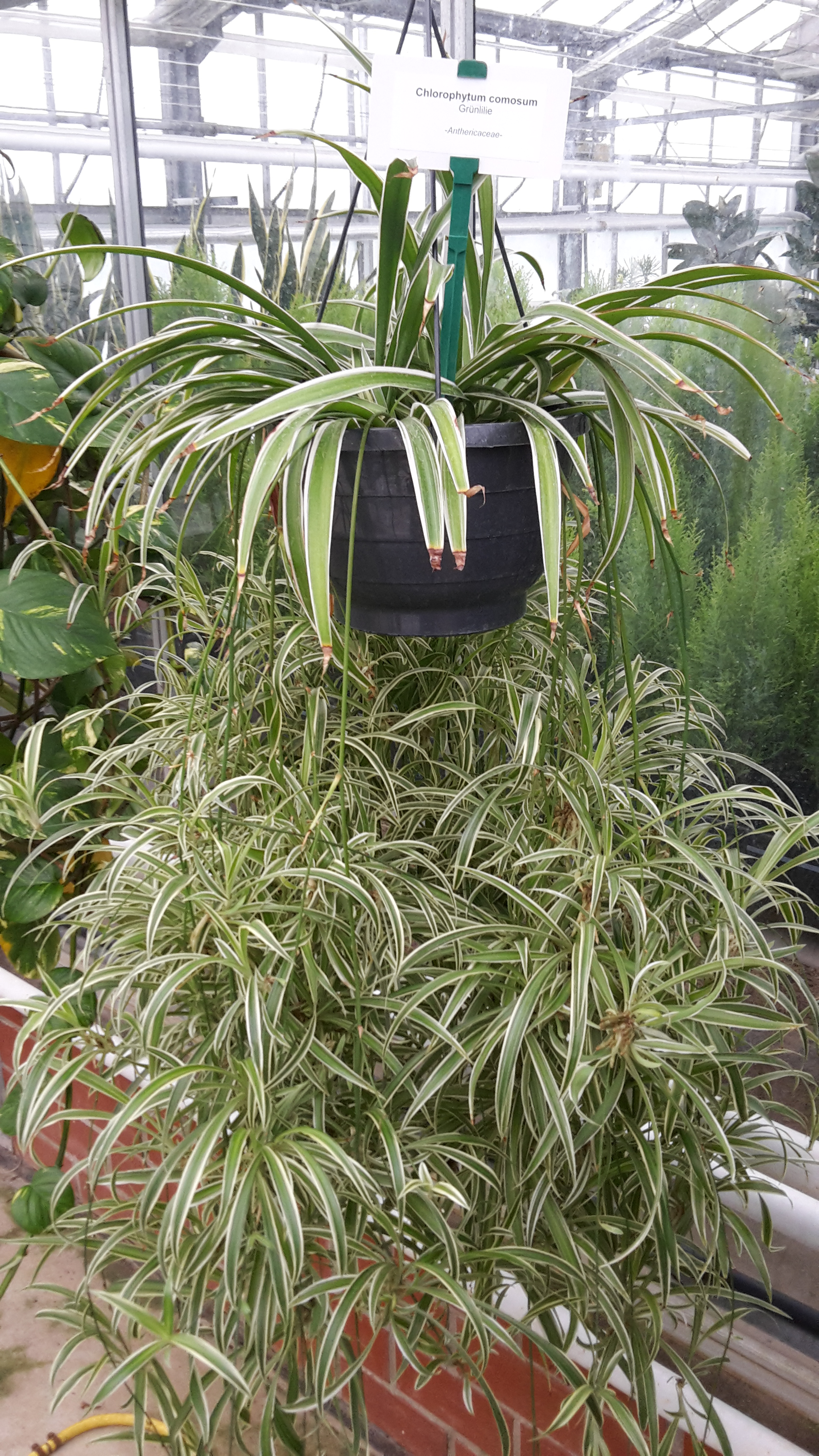
Chlorophytum comosum 'Variegatum' num vaso, mostrando as plântulas no extremo das inflorescências.
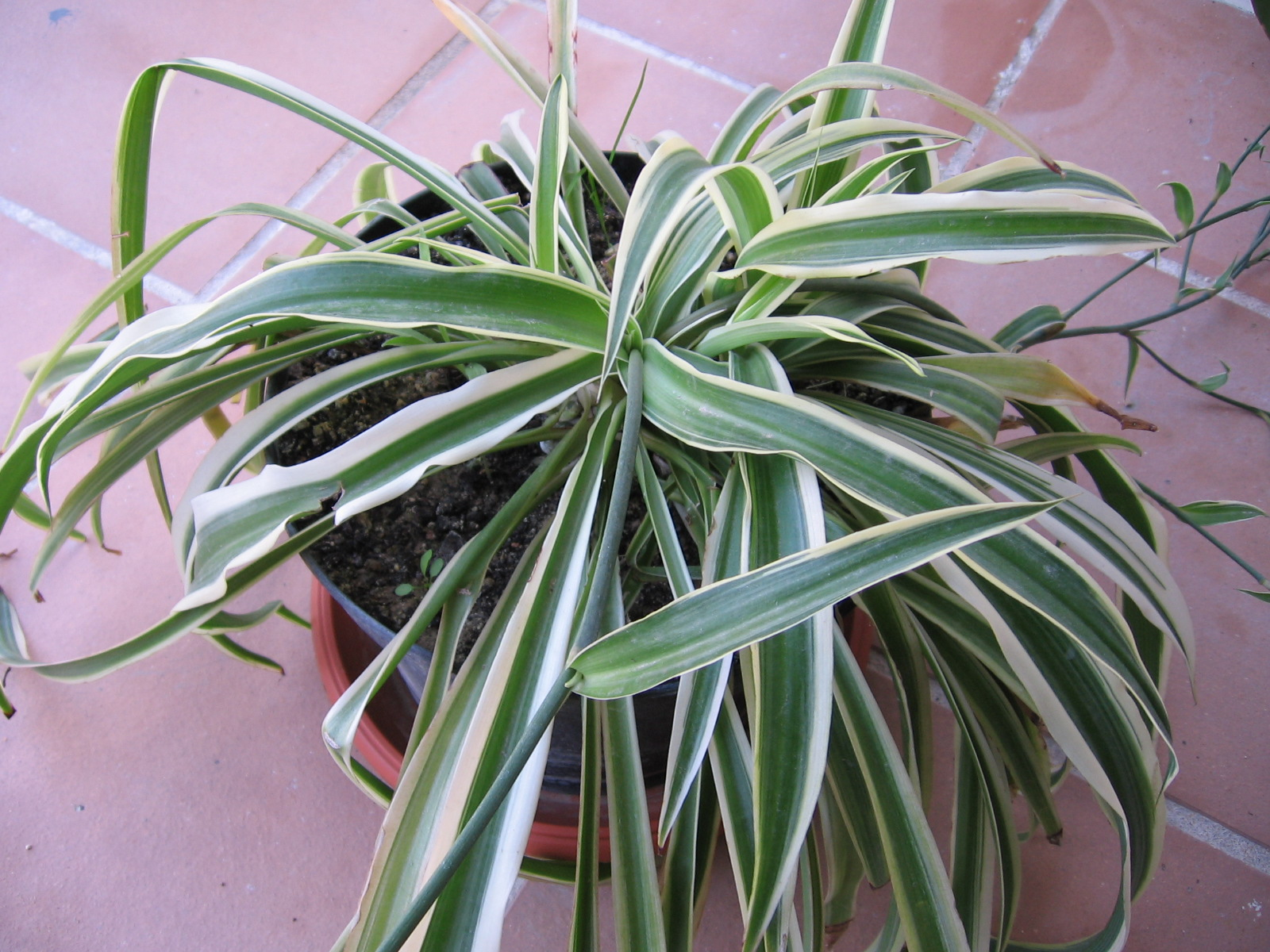
C. comosum 'Variegatum'.